# Karl Jaspers
Karl Theodor Jaspers (Oldenburg, 1883. február 23. – Bázel, 1969. február 26.) német filozófus és pszichiáter volt. Filozófiáját ő maga úgy jellemezte, mint Kierkegaard és Nietzsche által felállított problémákra adott választ.

## Élete
Jaspers Oldenburgban született 1883-ban. Anyja egy helyi földműves lánya, apja pedig jogász volt. Bár már igen fiatalon érdeklődött a filozófia iránt, mégis apja nyomdokaiba lépve a jogi egyetemre iratkozott be. A jogi pálya viszont nem tudta felkelteni az érdeklődését, így 1902-ben félbehagyta jogi tanulmányait és orvosi egyetemre iratkozott. Az orvosi tanulmányait 1909-ben fejezte be, majd ezt követően a heidelbergi pszichiátriai intézet orvosa lett. Nemsokára a kora pszichiátriai kezelési módszerek ellen fordult, és eldöntötte, hogy reformálni, korszerűsíteni fogja a kezelési módszereket.
1913-ban Jaspers, a Heidelbergi Egyetemen ideiglenes professzori állást kapott, melyet később véglegesítettek. Jaspers élete következő éveiben, soha nem tért vissza orvosi állásába, hanem tanár maradt.
Negyvenéves korában Jaspers figyelme a pszichológia felől újból a filozófia felé irányult. Az elkövetkező években több filozófiai műve is megjelent, így korának egyik elismert gondolkodójává vált. 1948-ban a svájci Bázeli Egyetemen kapott állást. 1969-ben halt meg.

## Munkássága

### Történelemszemlélete
Jaspers a Kr.e. 800-200 közötti időszakot tengelykornak (németül: Achsenzeit) nevezte, amelynek során hasonló forradalmi gondolatok jelentek meg az ókor nagy civilizációs központjaiban, úm. Perzsiában, Indiában, Kínában és Európa déli részén. „Vom Ursprung und Ziel der Geschichte” (A történelem eredete és célja) c. művében felsorolja azokat a nagy gondolkodókat (Platón, Arisztotelész, Parsva és Mahávíra – a dzsainizmus megalapítói -, Gautama Sziddhártha, vagy Buddha, Konfuciusz, Zarathusztra, az Upanisadok szerzői, Lao-ce, Homérosz, Szókratész, Parmenidész, Epheszoszi Hérakleitosz, Thuküdidész, Arkhimédész, Illés, Ézsaiás, Jeremiás próféták stb.), akik szerinte kulcsszerepet játszottak a filozófia és a vallás további fejlődésében, részletezve a közös vonásokat is. Jaspers véleménye szerint az említett korban tapasztalt példa nélküli fejlődés azért is megdöbbentő, mert az egyes civilizációs központok között nem volt közvetlen információáramlás, emiatt szerinte olyan egyedi korról van szó, amely meghatározta a teljes emberi történelmet. Jaspers nézeteit több tudós is osztja, de a téma még vita tárgyát képezi a tudományos berkekben.

### Pszichológiai munkássága
A pszichológiai jelenségekben Jaspers (Az általános pszichológia patológiája, 1932) nem a személyiség bomlását látta, hanem azt, hogy az ember folyamatosan kezeli saját individualitását.

### Filozófiája
Jaspers gondolkodására főként Kierkegaard volt a jelentősebb hatással. A filozófia fő feladatát a „rejtjel” tartalmának feltárásában látta, azaz abban, hogy világossá tegye azt a tényt, hogy az ember minden tudatos tevékenységének alapja az egzisztencia felismerhetetlen tevékenysége.
Első nagyobb filozófiai műve a Filozófia, amely 1932-ben jelent meg, a tudományos, objektív megismerés határait mutatja meg. Ezek szerint a tudományokban minden lét az objektív létre, azaz a kívülről kutathatóra korlátozódik. A létet mely magam vagyok nem vagyok képes felfogni, mert magamról csak belülről tudhatok, saját lehetőségeim belső tudatosítása során. A létezés megvilágításának lesz a feladata, hogy rámutasson minden egyes ember saját személyes létének eredetére.
Amivé az ember válhat, az nem adott pusztán az empirikus meglétével, hanem az szabadságában teljesítendő feladat. Jaspersnél ennélfogva a létezés (saját személyes lét) lesz mindaz ami lényegében az egyént alkotja, eltérően minden mástól, ami csak külsőleg tartozik az egyénhez, kicserélhető és olyan feltételektől függ, amelyeket nem az egyén tételez fel.
Az ember mint meglét természeti, kulturális és történelmi módon előre meghatározott feltételek közé születik, melyeket nem maga alakított ki. Azonban az embernek megvan az a választási lehetősége, hogy maga döntsön arról, hogy mi lényeg számára és mi nem az. De mivel mindig a külső feltételek kérdés nélküli rejtettségében él, így egy különös ösztönre lesz szüksége, amely őt saját létezéséhez visszalöki. Ezt nevezi Jaspers határszituációknak. A határszituációk: a harc, a halál, a szenvedés és a bűn, azaz minden olyan esemény amelyben az egyén súlyos megrázkódtatásokon megy keresztül. Ezen határszituációk átélése, hogy a külső életfeltételekhez igazodó felületes magatartás könnyen széttörhet, és az egyén radikálisan magára lesz ítélve. Ez legerősebben a halál tudatában történik meg, amely kizárólag a meglétet fenyegeti. A határszituációkban következik be a „rejtjel” megfejtése: az ember kiszabadul a mindennapi gondjainak terhe alól (a világban levő ittléttől), eszmei problémáitól, a valóságról alkotott tudományos feltételezéseitől (a transzcendentális magánvaló léttől). Feltárul előtte a mély intim létezés világa (az egzisztencia megvilágosodása), és része lesz Istennek (a transzcendensnek) igazi átélésében.
Az emberi létezés képtelen önmagában a megvalósításra, más emberekre van szüksége, így nélkülözhetetlen feltétellé válik a kommunikáció. Csak a másik ember által juthat az egyes ember tiszta képhez önmagáról. Tehát a létezés nem alapozható meg a puszta meglétből, szükség van az egzisztenciális kommunikációra, melynek segítségével a lét kölcsönösen előhívható egymásból. Ez Jaspers szerint a transzcendenciában gyökerezik, a létezés ebben találja meg orientációját és ez lesz létezése szabadságának a forrása és lehetősége.
Második nagyobb jelentőségű filozófiai művében, amely „Az igazságról” címet viseli, Jaspers gondolatait tágabb rendszerbe illeszti, az átfogóról szóló tan révén. Az átfogót úgy határozta meg, mit az ami minden létezőt átfog anélkül, hogy őt egy másik átfogná; ez maga a lét.
Az átfogónak, Jaspers, hét módját különböztette meg:
1. A meglét az értelem az őt környező világban. Ez olyan tapasztalati tér, amibe mindennek be kell lépnie, hogy az egyén számára valóvá váljék.
2. Az általános tudat az általános érvényű, objektív gondolkodás közege.
3. A szellem ezzel szemben az egészet és az értelmet megalapozó eszméknek a részese.
4. Ezekkel a módokkal, amelyek maga az egyén mint objektum, áll szemben a világ, mint a tér, amelyben mindennek, ami egyáltalában van, meg kell jelennie.
5. és 6. Az átfogó ezen immanens módján a létezés és a transzcendencia lép túl és tölti ki azokat.

7. Végül az ész minden más módban működő, az egységet kutató és az igazságot előrevivő erő.
Jaspers lényegesnek tartotta, hogy az átfogó minden módja eredendően összetartozik és egymáshoz kapcsolódik. Mindegyik igazságértéke a többitől függ. Igazságtalanság akkor keletkezik, ha módok egyike izolálódik és érvényességét abszolútként tételezik.

## Főbb művei

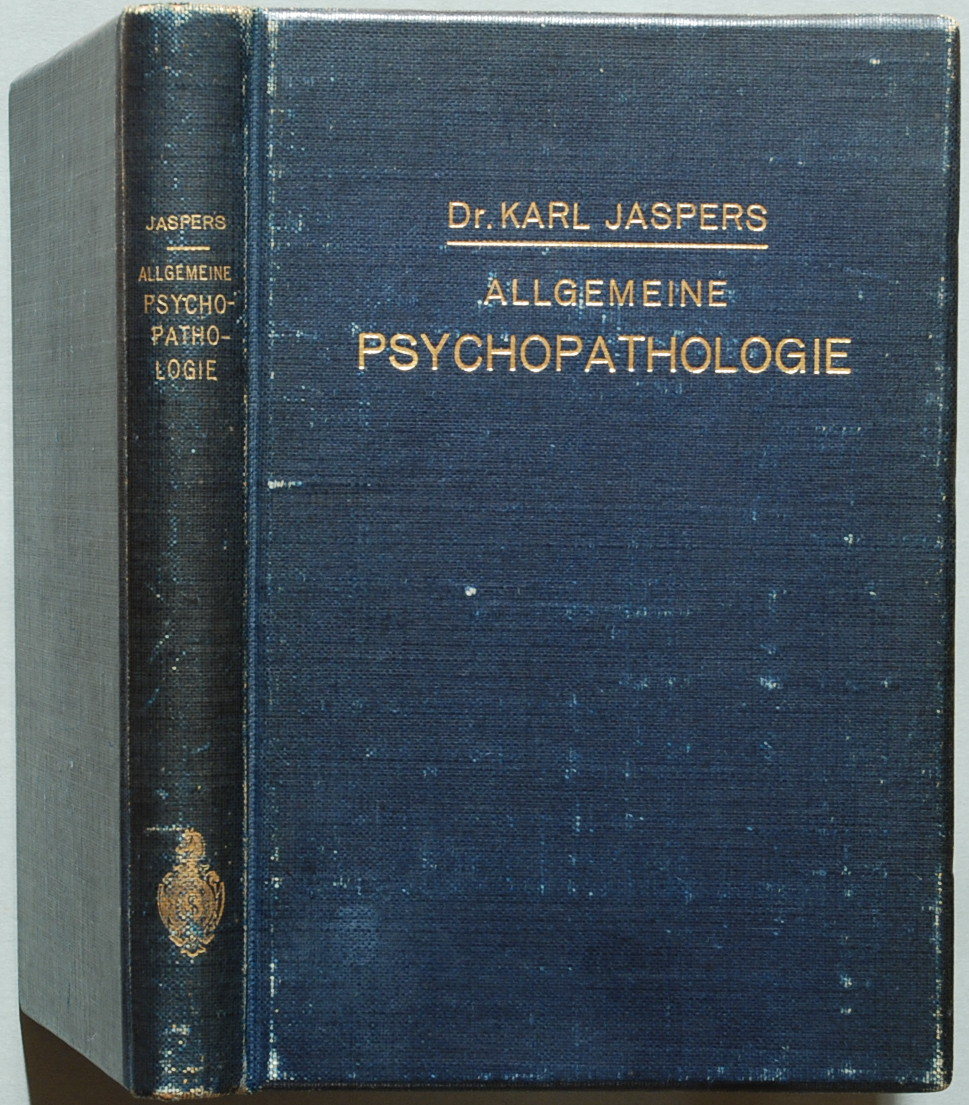
Általános pszichopatológia c. könyve (1913)

- Allgemeine Psychopathologie. Ein Leitfaden für Studierende, Ärzte und Psychologen Springer, Berlin, 1913
- Philosophie 3 Bände (I. Philosophische Weltorientierung; II. Existenzerhellung; III. Metaphysik). Springer, Berlin, 1932, ISBN 3-540-12120-X
- Vernunft und Existenz Groningen, 1935
- Nietzsche. Einführung in das Verständnis seines Philosophierens Springer, Berlin 1936, ISBN 3-11-008658-1
- Existenzphilosophie. Drei Vorlesungen Springer, Berlin, 1938
- Von der Wahrheit München, 1947
- Die großen Philosophen Piper, München 1957 ISBN 3-492-11002-9
- Kleine Schule des Philosophischen Denkens München, 1965, ISBN 3-492-20054-0
- Philosophische Autobiographie Piper, München, 1977
- Der philosophische Glaube angesichts der Offenbarung.- Piper, München, 1962 – ISBN 3-492-01311-2

### Magyarul
- Szemelvények a mai burzsoá filozófiából 1.; szöveg Jean-Paul Sartre, Martin Heidegger, Karl Jaspers; s.n., Bp., 1965
- Általános pszichopatológia: Bevezetés – Módszerek. A lelki élet megérthető összefüggései. In.: Pszichiátria és Emberkép. Gondolat, 1986
- Van Gogh; utószó Hermann István, ford. Kardos Péter; Helikon, Bp., 1986
- Bevezetés a filozófiába; ford. Szathmáry Lajos; Európa, Bp., 1987 (Mérleg)
- Filozófiai önéletrajz; ford. Bendl Júlia; Osiris, Bp., 1998 (Osiris könyvtár. Filozófia)
- A filozófiai gondolkodás alapgyakorlatai; ford., utószó Szerémy György; Farkas Lőrinc Imre, Bp., 2000
- A filozófiai hit; ford. Csejtei Dezső, Juhász Anikó; Attraktor, Máriabesnyő-Gödöllő, 2004
- A transzcendencia rejtjelei; ford. Szegedi János; Kairosz, Bp., 2005
- Mi az ember? Filozófiai gondolkodás mindenkinek; vál., jegyz. Hans Saner, ford. ifj. Kőrös László; Katalizátor, Bp., 2008
- Karl Jaspersː A bűnösség kérdése; ford. Csejtei Dezső / Hannah Arendtː Szervezett bűnösség és egyetemes felelősség; ford. Juhász Anikó; Noran Libro, Bp., 2015

## Szakirodalom
- Hamvas Béla: Szellem és exisztencia: Karl Jaspers filozófiája Szeged: Dunántúl Pécsi Egyetem, 1941. (Szellem és egzisztencia címmel: 1988)
- B. Vámos Vera: Karl Jaspers filozófiája Bp.: Gondolat, 1966
- Rigán Lóránd: Jegyzetek Jaspers filozófiájához Marosvásárhely: Mentor, 2005
- K. Jaspers: Der philosophische Glaube angesichts der Offenbarung. Piper, München, 1962, ISBN 3-492-01311-2
- Bernard Delfgauw: Philosophie im 20. Jahrhundert (Herder Bücherei:248. kötet, eredetileg: 1957. p. 122.usw.) – Herder Verlag, Freiburg, 1966 – Best.N. 01748.

## Fordítás
- Ez a szócikk részben vagy egészben  a   Karl Jaspers című román Wikipédia-szócikk ezen változatának fordításán alapul.  Az eredeti cikk szerkesztőit annak laptörténete sorolja fel. Ez a jelzés csupán a megfogalmazás eredetét és a szerzői jogokat jelzi, nem szolgál a cikkben szereplő információk forrásmegjelöléseként.